# International Public Television Screening Conference
INPUT (International Public Television) es un certamen internacional de televisiones públicas que se centra en la televisión como servicio de interés público. INPUT se dedica a promover el acceso universal a una difusión televisiva honesta, innovadora, provocativa, valiente y desafiante, entendiéndola como un derecho humano fundamental.

## INPUT
Desde 1977, INPUT realiza una importante e influyente conferencia anual sobre la televisión internacional. La conferencia, que se celebra en un país diferente cada año, fomenta el desarrollo de la televisión pública, discerniendo y debatiendo en el entorno de los programas televisivos más destacados a nivel mundial.
Organiza también otras muchas actividades durante todo el año en docenas de países. De este modo, proporciona una oportunidad única para el desarrollo profesional de productores, directores, guionistas y todos aquellos (incluyendo productores independientes) que contribuyen a la televisión pública en todo el mundo.
Se creó para fomentar la programación televisiva de calidad a nivel internacional, para apoyar a la televisión como un servicio al público, para promover la discusión y el debate sobre el arte de la televisión y para servir como punto de encuentro mundial de todos aquellos que hacen televisión. Reconoce el potencial de la televisión para promover una mejor comprensión entre las diferentes culturas del mundo.
Es una organización no gubernamental que se sostiene con los derechos de inscripción a la conferencia, aportaciones de organizaciones públicas de televisión, de particulares y de varias instituciones, organismos y fundaciones. La idea tomó forma durante un seminario organizado por la Fundación Rockefeller en Bellagio, Italia, en mayo de 1977.
Los responsables de presentar las producciones son los llamados Coordinadores Nacionales, que hacen sus propuestas según una cuota establecida a nivel internacional. Un grupo de profesionales de la televisión (denominados Shopstewards) hace entonces una selección de las producciones que se proyectarán en el programa de la conferencia. Los programas se proyectan en sesiones temáticas, que incluyen diferentes producciones de diversos géneros.
INPUT cuenta con el apoyo de un Consejo Asesor Internacional, formado por profesionales de servicios públicos de radiodifusión de todo el mundo. La organización recibe también el soporte de miembros asociados.
Desde 2009, es dirigida por una Asamblea Internacional, formada por personas y organizaciones que, además de aportar los derechos de inscripción, contribuyen con un fondo procedente de las conferencias anteriores. La Asamblea Internacional (formada por aproximadamente 20 personas de todo el mundo) supervisa la tarea del Comité Internacional, que nombra los Coordinadores Nacionales. Estos son los que proponen los Shopstewards al Comité.
Las copias de los programas que se han proyectado en las últimas tres conferencias se almacenan en seis Hubs, que colaboran también en la organización del Mini-INPUT y del Best of INPUT’s. Se trata de actos de carácter educativo en el transcurso de los cuales se proyectan programas de televisión para los participantes que no pudieron asistir a la conferencia.

## El Archivo INPUT en la Biblioteca/CRAI de la Universitat Pompeu Fabra (Barcelona)
La Biblioteca de la Universitat Pompeu Fabra Archivado el 24 de septiembre de 2012 en Wayback Machine. (Barcelona) es la depositaria del Archivo INPUT Archivado el 26 de mayo de 2014 en Wayback Machine.. El Archivo INPUT fue creado en 1994, como resultado del convenio firmado el 20 de mayo de 1994 entre la Universitat Pompeu Fabra e INPUT. Está formado por la colección de los programas (en formato VHS, Betacam y DVD) presentados en las diferentes conferencias anuales de INPUT, así como por la documentación asociada a la organización de estas conferencias, que se pueden consultar a través del catálogo de la Biblioteca de la UPF (enlace roto disponible en Internet Archive; véase el historial, la primera versión y la última).. A partir de 1994, la colección es completa. En relación a las ediciones anteriores a 1994, no se dispone de todos los programas, aunque se está trabajando para obtener las cintas que faltan. Desde 1994, esta colección documental está depositada y disponible para los estudiosos de la televisión, en la Biblioteca de la Universitat Pompeu Fabra, en la sede del Biblioteca/CRAI del Poblenou.
También está disponible la base de datos que contiene información sobre los más de 3500 programes presentados desde 1978, año de la primera conferencia de INPUT. Esta base de datos es una versión en línea de la información contenida en los catálogos impresos de las conferencies anuales, habitualmente conocidos como "la Biblia de INPUT".

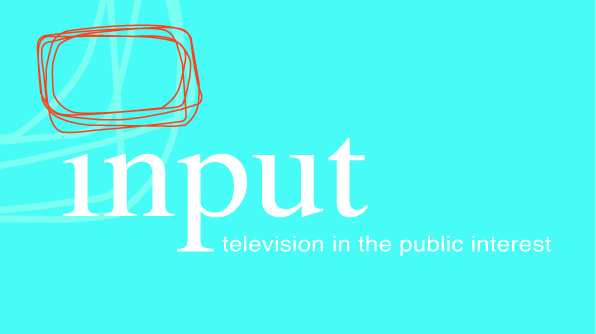
Logotipo oficial del INPUT